# Therese Glaesener-Hartmann

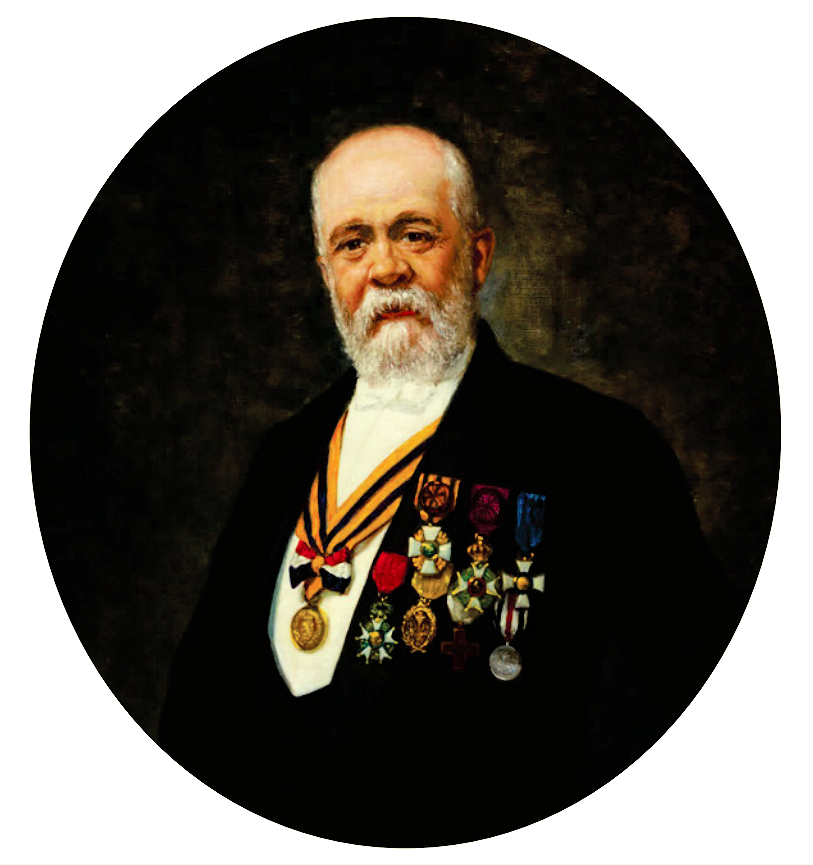
Uitsnede van een portret van Alphonse Munchen (1850-1917), burgemeester van Luxemburg-Stad.

Therese Eugenie Huguette Caroline Josephine (Therese) Glaesener-Hartmann (Luxemburg-Stad, 18 april 1858 – aldaar, 18 februari 1923) was een Luxemburgs kunstschilder. Ze wordt ook vermeld als Marie-Thérèse Glaesener-Hartmann, ze signeerde haar werk als Therese Hartmann, later Therese Glaesener-Hartmann.

## Leven en werk
Therese Hartmann was een dochter van ingenieur-architect Antoine Hartmann (1817-1891) en Theresia Henriette Wilhelmine Goedecke. Haar vader aquerelleerde in zijn vrije tijd, hij gaf Therese de eerste schilderlessen en stimuleerde haar om erin door te gaan. Ze was waarschijnlijk de eerste Luxemburgse die in het buitenland kunst studeerde. In die tijd werden vrouwen nog niet toegelaten aan de kunstacademies. Ze volgde privélessen bij Gustav Süs in Düsseldorf en bij Sándor Liezen-Mayer (1879-1880), directeur van de koninklijke kunstschool in Stuttgart. Ze trok verder naar Parijs, waar ze cursussen volgde in het damesatelier van Carolus-Duran en Jean-Jacques Henner. Terug in haar thuisland trouwde ze in 1885 met Mathias Glaesener (1858-1924). Hij was advocaat, later onder meer lid van de Raad van State en procureur-generaal. Ze bleef ook tijdens het huwelijk schilderen.
Glaesener-Hartmann was vooral portretschilder van de hogere middenklasse, maar schilderde ook stillevens en landschappen. In 1879 maakte ze een portret van prinses Marie van Pruisen, dat ze toonde tijdens een tentoonstelling van Levende Meesters in Amsterdam (1880). Vanaf 1883 exposeerde ze bij Galerie Louis Segers in Luxemburg, in 1884 toonde ze daar twee kniestukken van haar ouders.  Ze was lid van de kunstenaarsvereniging Cercle Artistique de Luxembourg en nam van 1894 tot 1912 deel aan de jaarlijkse salons van de vereniging.
In 1963, 40 jaar na haar overlijden, werd in het Nationaal Museum (MNAHA) een tentoonstelling gehouden met 19-eeuwse Luxemburgse schilderkunst. Kunsthistoricus Walentiny schreef over de getoonde doeken van Glaesener-Hartman: "De eerste kennismaking met Therese Glaesener (1858-1923) doet elke onbevangen bezoeker van deze tentoonstelling rechtop staan. Tegenover de nog steeds pedante - paraderende L'ingénieur-géomètre Siegen (1885), lijkt Madame Eugène Salentiny, née Hastert (1902) bijna revolutionair. Als pluizige, geurige sneeuw ligt de waaier op de schoot van deze wulpse dame en vindt een aangename weerklank in verschillende delen van de jurk. De hele compositie voegt zich gelijkmatig in een heerlijk decoratieve achtergrond. Bijna moderner van compositie en inkleuring is het prachtige Intérieur et Atelier de l'Artiste (1902), dat men op één lijn durft te stellen met de beste interieurs van onze hedendaagse figuratieve schilders."
Therese Glaesener-Hartmann overleed op 64-jarige leeftijd en werd begraven op het Cimetière Notre Dame in Limpertsberg. In Belair (2008) en Sanem werden straten naar haar vernoemd.

## Enkele werken
- 1879: portret van prinses Marie van Pruisen (1855-1888), echtgenote van prins Hendrik van Oranje-Nassau. Het portret werd afgewezen voor opname in de kunstcollectie van de stad Luxemburg,[13] waarna het werd aangekocht door Leo Lipmann, consul-generaal van Luxemburg in Amsterdam.
- 1884: portretten (kniestukken) van het echtpaar Hartmann-Goedecke, haar ouders.
- 1885: portret van Pierre Mathias Siegen (1828-1903), geoloog, in zijn uniform als 'Bauconducteur'. Tentoongesteld bij Segers (1885) en de Salon du CAL (1894). Collectie MNAHA.
- 1890: postuum portret van dr. Édouard Aschman (1820-1881).
- 1892: portret van Jules Ulveling.
- 1895: portret van Paule Ulveling.
- 1902: portret van madame Salentiny-Hastert. Collectie MNAHA.
- 1908: postuum portret van dr. Jean-Pierre Glaesener (1831-1901), arts en historicus, haar schoonvader.
- 1912: portret van Alphonse Munchen (1850-1917), burgemeester van Luxemburg-Stad van 1904 tot 1915.[14]
- 1916: portret van Paul Eyschen (1841-1915), minister van staat. Collectie MNAHA.
- portret van de heer Stehres, voorzitter van de Orde van Advocaten.
- portretten van Michel Jonas en Marie Jonas-Hastert.

## Galerij

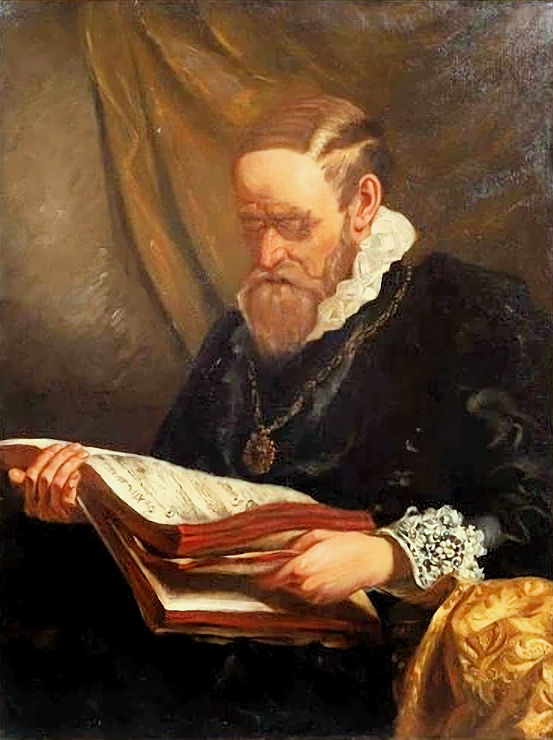
Man met een boek (1880)
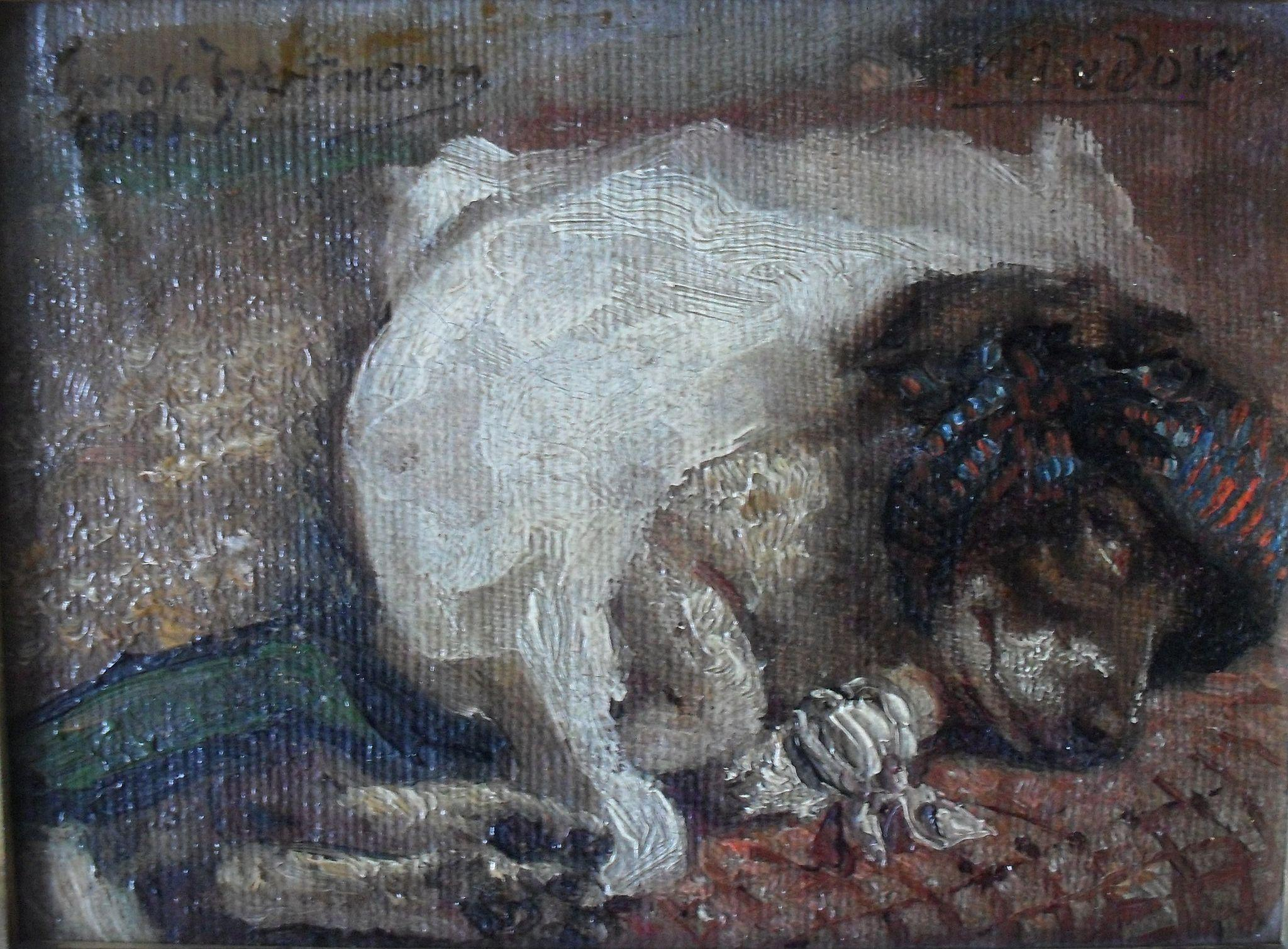
Médor (1881)
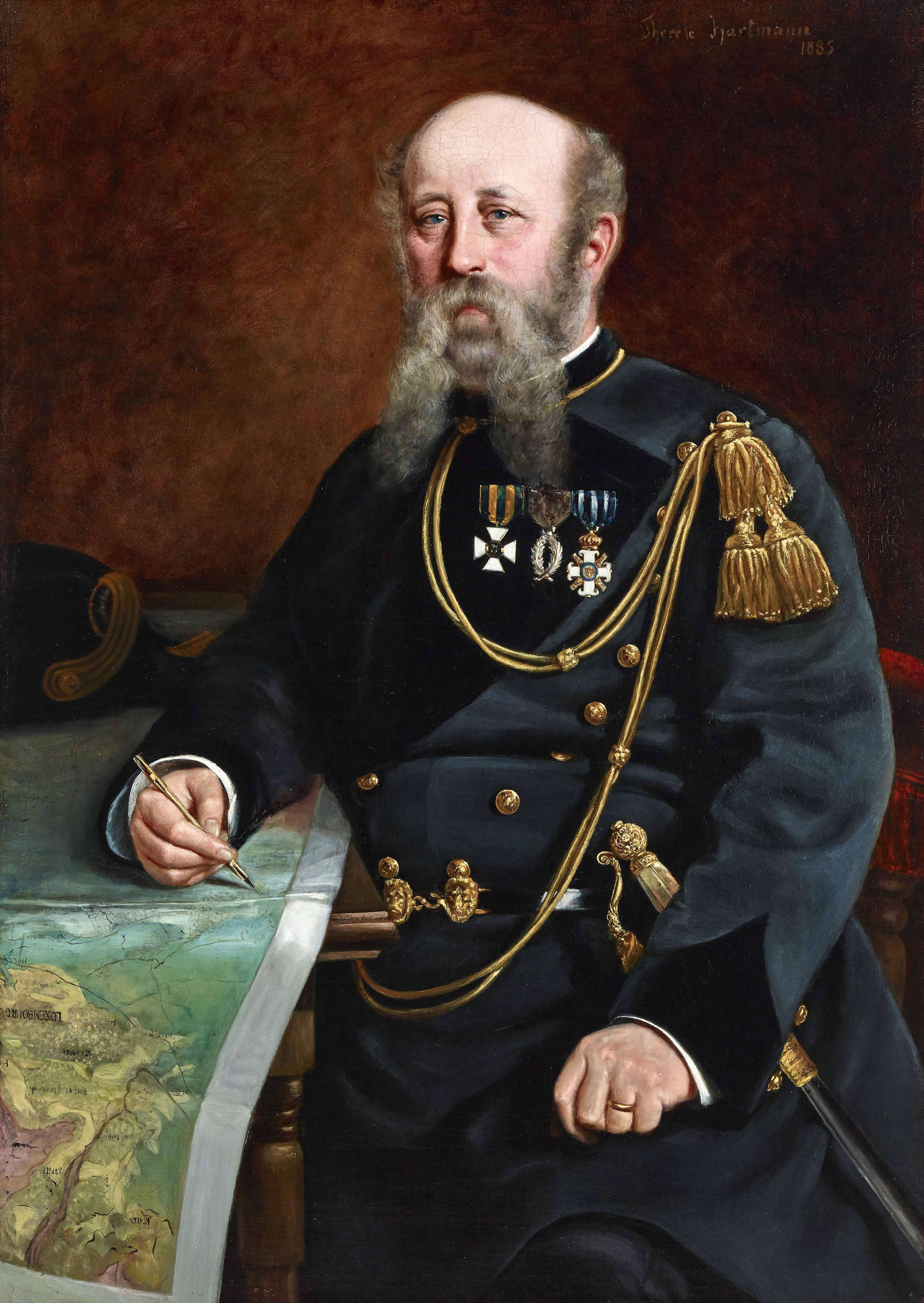
Pierre Mathias Siegen (1885)
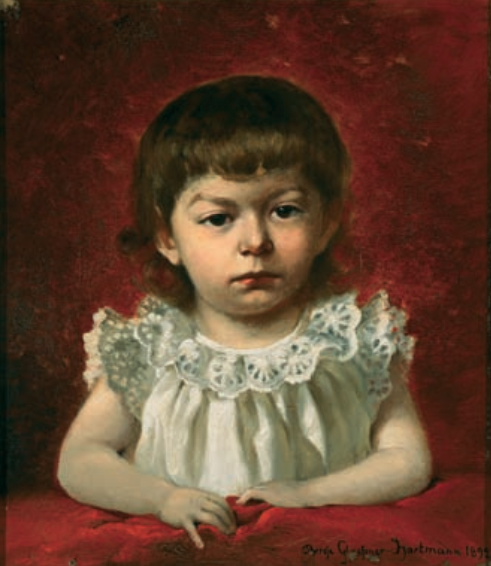
Jules Ulveling (1892)
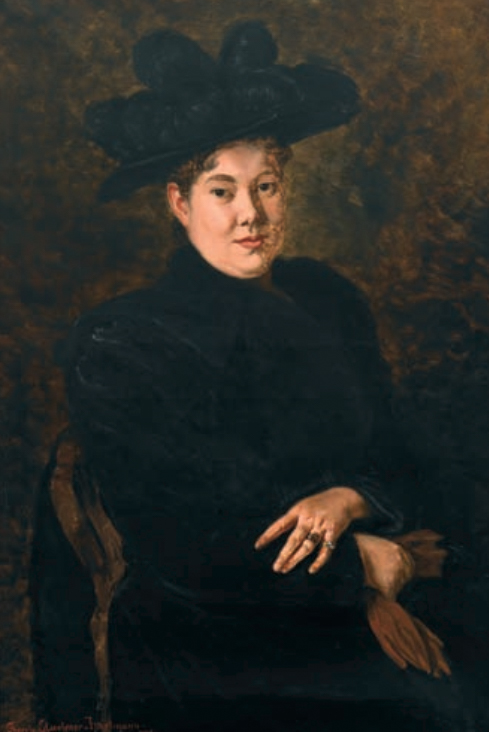
Paule Ulveling (1895)
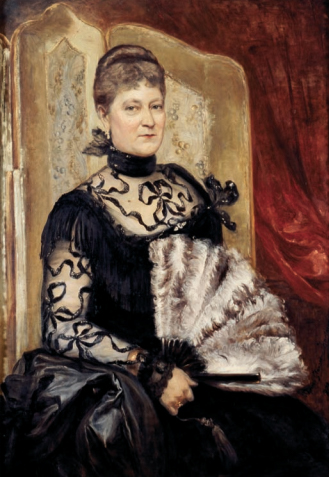
Madame Salentiny (1902)
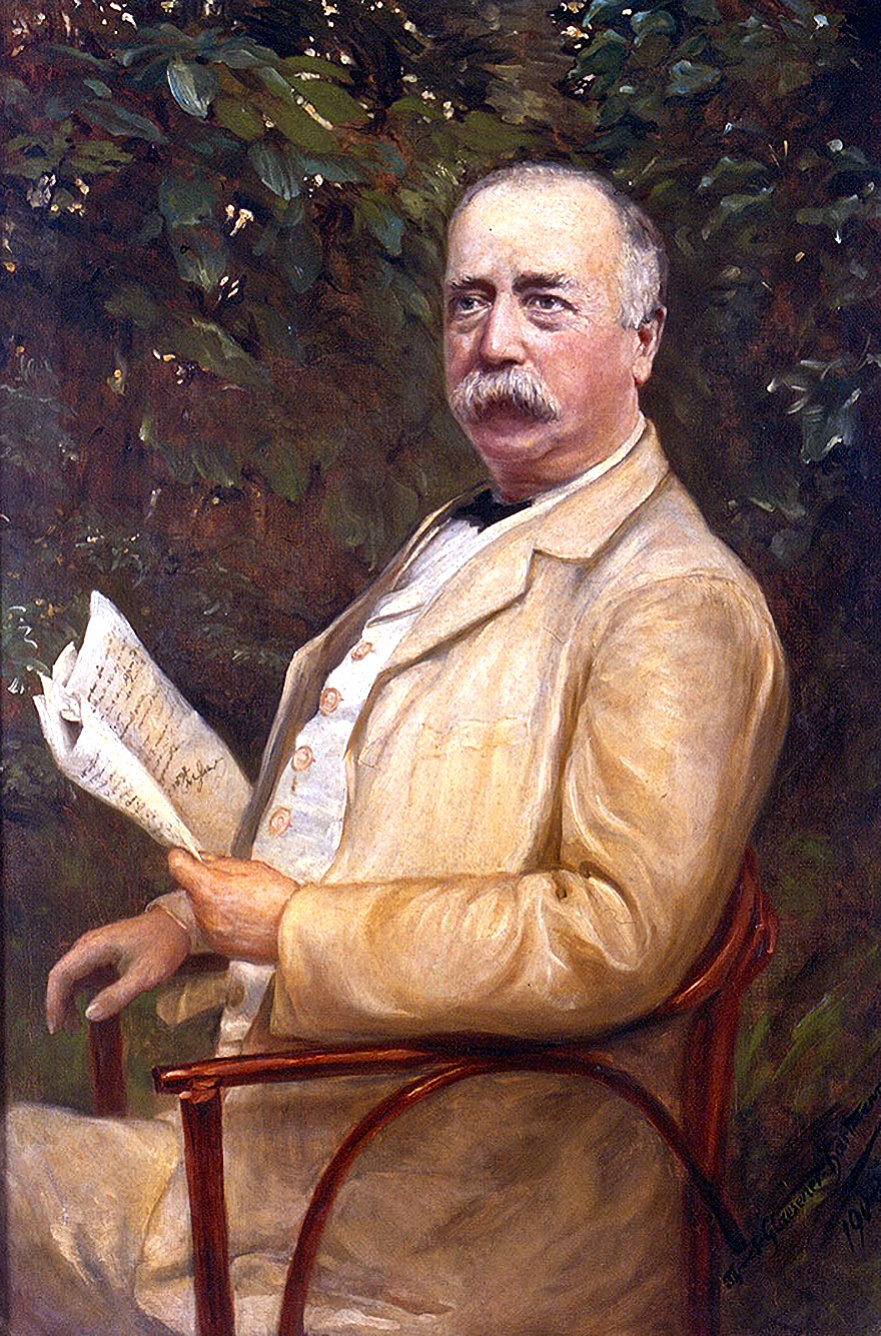
dr. Jean-Pierre Glaesener (1908)
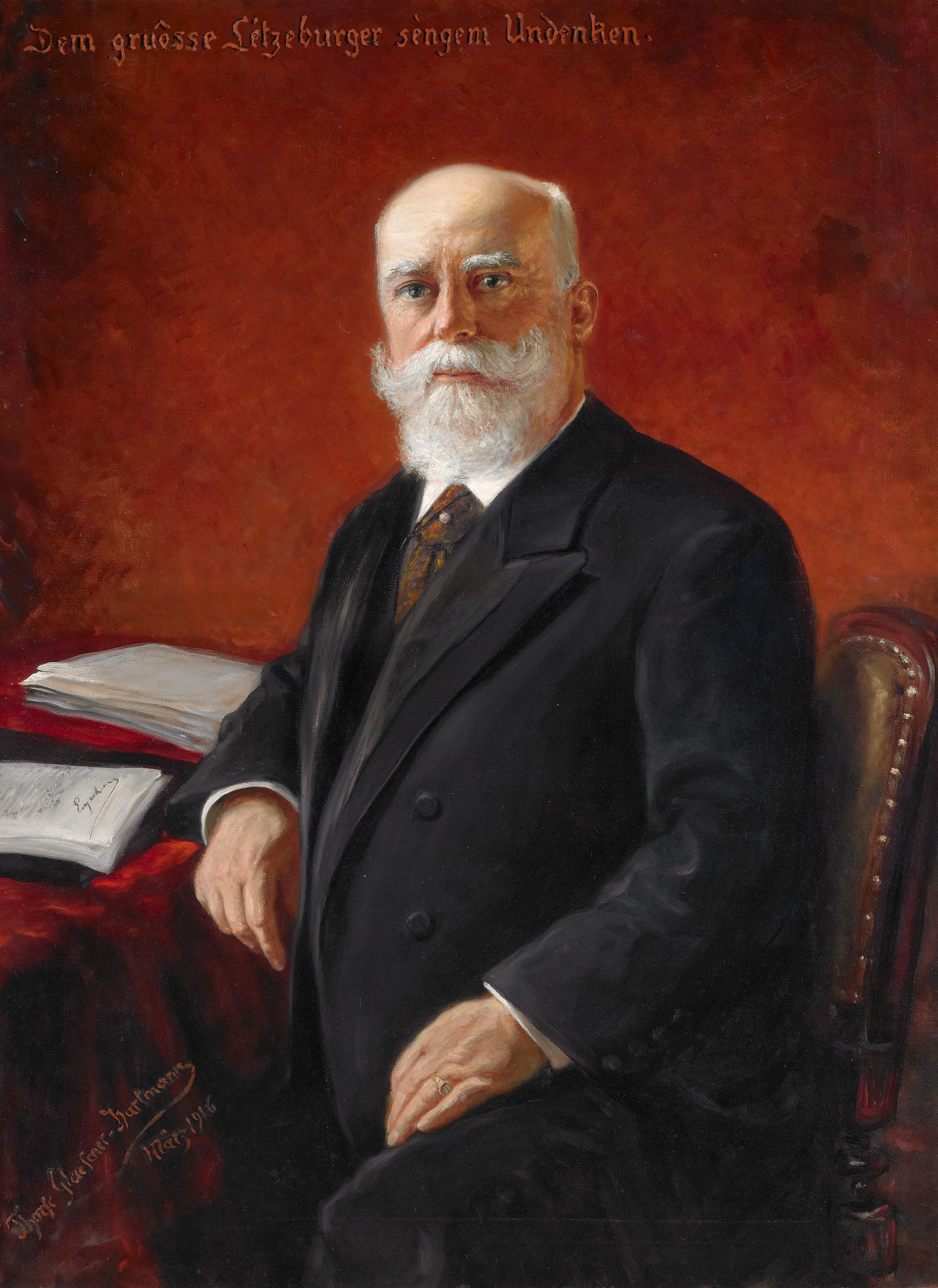
Paul Eyschen (1916)
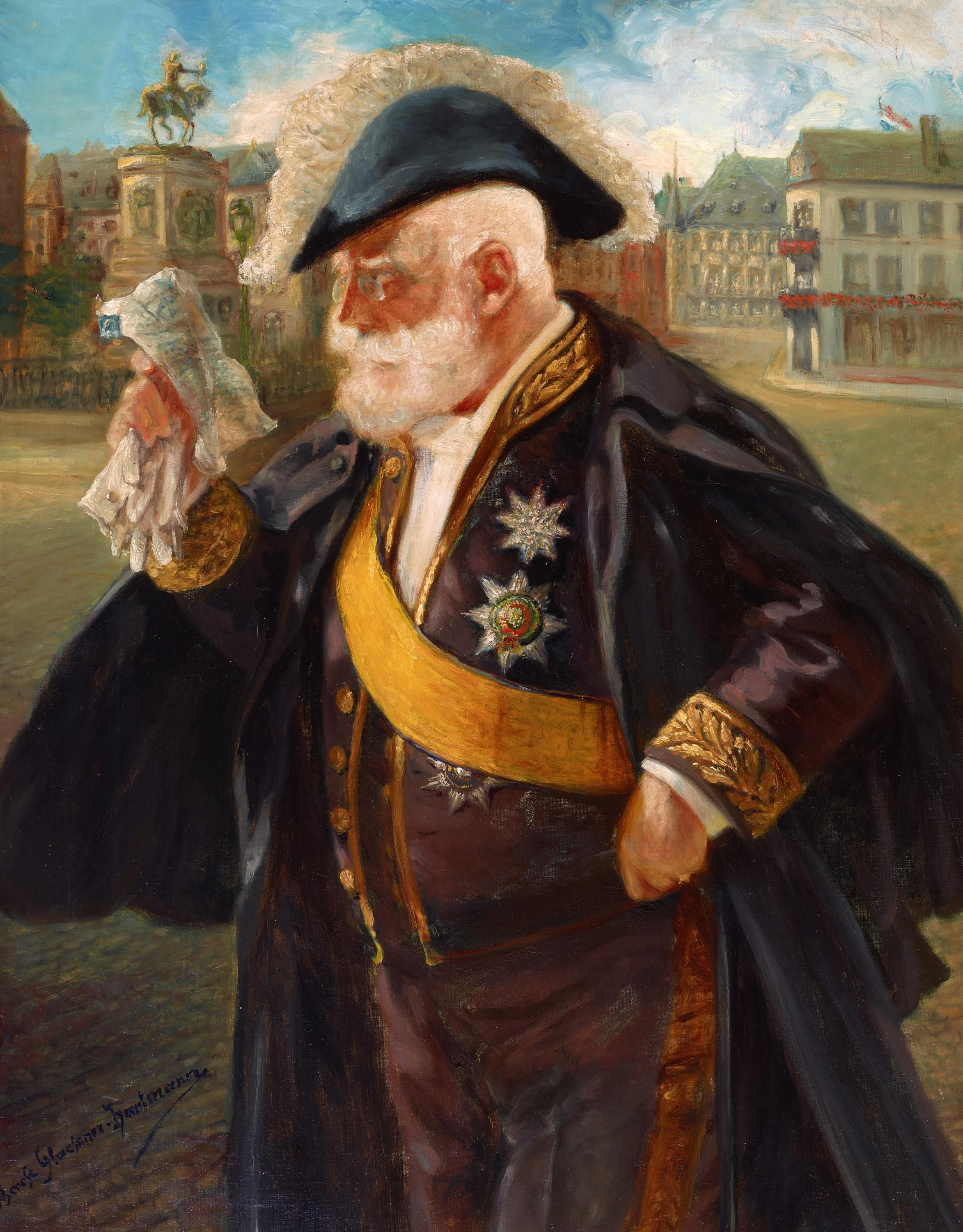
Paul Eyschen houdt een toespraak

## Werk in openbare collecties
- Lëtzebuerg City Museum
- Musée national d'archéologie, d'histoire et d'art